# Диоп, Папа Буба
Папа́ Буба́ Дио́п Бей (фр. Papa Bouba Diop Bey; 28 января 1978, Дакар, Сенегал — 29 ноября 2020, Ланс, Франция) — сенегальский футболист, центральный полузащитник. Выступал за национальную сборную Сенегала.

## Биография
Прославился на весь мир, забив гол в ворота сборной Франции на групповом этапе чемпионата мира 2002 года, после чего Франция проиграла и в итоге выбыла из турнира. Сборная Сенегала в итоге дошла до четвертьфинала чемпионата, где проиграла сборной Турции.
Умер в ноябре 2020 года в возрасте 42 лет после продолжительной болезни. По сообщениям СМИ, у него была болезнь Шарко — Мари — Тута и боковой амиотрофический склероз.

## Достижения
- Чемпион Швейцарии: 2001
- Обладатель Кубка Англии: 2008
- Обладатель Кубка Греции: 2011
- Автор первого гола сборной Сенегала на чемпионатах мира: 2002
- Рекордсмен сборной Сенегала по количеству голов на чемпионатах мира: 3 гола